# Свети Тирс
Свети Тирс, Теис, Терис је трећи епископ карпасијски, после светог Синесија и светог Филона, првог епископа карпасијског. 
Православна црква прославља светог Тирса 23 јула (5. августа).
Према предању, он је дао оставку на свој епископски чин и постао подвижник у пећини близу села Агиа Триада и Гиалоуса на северној обали Кипра. У близини пећине његовог подвижништва подигнуте су две цркве посвећене њему. Светитељ се празнује 23. јула и сматра се чудотворцем за лечење кожних и других болести. Они који болују од оваквих болести обично одлазе у цркву њему посвећену на ходочашће, а затим пређу на испирање упале на телу водом оближњег извора. Верује се да ће се овим умивањем помоћи и излечити они који болују од кожних обољења.
Житије светог Тирса написао је монах Акакије 1773 године.